# Кур'яново (платформа)
Кур'яново (рос. Курьяново) — зупинний пункт/пасажирська платформа Курського напрямку Московської залізниці, що входить до складу МЦД-2  (Нахабіно — Подольськ) і, в перспективі, МЦД-5. Розташовується в однойменному мікрорайоні Москви приблизно посередині між зупинками Перерва  (1,5 км)  та Москворіччя (1,3 км).

## Опис
Відкриття зупинкового пункту відбулося 13 липня 2020 року..
Зупинний пункт має одну пряму платформу острівного типу між I і II коліями з навісом на всю довжину; є підземний пішохідний перехід з двома вестибюлями, в яких розміщені квиткові каси і турнікети. Для III, IV колій платформи немає.

## Пересадки
- Автобус: 35, 161, 292, 541, 646, 703, 736, 762, с768, 957, т74